# Mitre 10 Cup 2019
La Mitre 10 Cup 2019 fue la cuadragésimo cuarta edición y decimocuarta con el formato actual del principal torneo de rugby profesional de Nueva Zelanda.
El campeón de la competición fue el equipo de  Tasman quienes lograron su primer campeonato.

## Sistema de disputa
Los equipos enfrentan a los seis equipos restantes de su división y disputan cuatro encuentros inter-división, totalizando 10 encuentros, 
- Los cuatro equipos con mejor clasificación al final de la fase de grupos de la Premiership clasifican a semifinales buscando el título de la competición, mientras que el séptimo lugar desciende al Championship de la temporada siguiente.

- Los cuatro mejores clasificados del Championship clasifican a semifinales buscando el ascenso a la Premiership de la temporada siguiente, el campeón asciende de manera automática a la división de honor.

## Premiership - Primera División
- Clasificación[1]

| Pos. | Equipo           | Encuentros | Encuentros | Encuentros | Encuentros | Tantos | Tantos | Tantos | PB | PB | Puntos |
| Pos. | Equipo           | PJ         | PG         | PE         | PP         | F      | C      | Dif    | BO | BD | Puntos |
| ---- | ---------------- | ---------- | ---------- | ---------- | ---------- | ------ | ------ | ------ | -- | -- | ------ |
| 1.º  | Tasman           | 10         | 10         | 0          | 0          | 391    | 114    | +277   | 8  | 0  | 48     |
| 2.º  | Wellington       | 10         | 7          | 1          | 2          | 321    | 269    | +52    | 7  | 0  | 37     |
| 3.º  | Canterbury       | 10         | 6          | 0          | 4          | 345    | 198    | +147   | 8  | 3  | 35     |
| 4.º  | Auckland         | 10         | 5          | 2          | 3          | 274    | 208    | +66    | 5  | 0  | 29     |
| 5.º  | North Harbour    | 10         | 4          | 1          | 5          | 271    | 265    | +6     | 7  | 3  | 28     |
| 6.º  | Waikato          | 10         | 3          | 1          | 6          | 276    | 317    | –41    | 6  | 2  | 22     |
| 7.º  | Counties Manukau | 10         | 1          | 0          | 9          | 175    | 318    | –143   | 4  | 3  | 11     |

|  | Semifinalista.            |
|  | Descenso al Championship. |

### Semifinales
| 18 de octubre | Tasman | 18 - 9 | Auckland | Trafalgar Park, Nelson |  |

| 19 de octubre | Wellington | 30 - 19 | Canterbury | Westpac Stadium, Wellington |  |

### Final
| 26 de octubre | Tasman | 31 - 14 | Wellington | Trafalgar Park, Nelson |  |

| Bandera de Nueva Zelanda |
| Campeón Tasman           |
| Primer título            |

## Championship - Segunda División
- Clasificación[2]

| Pos. | Equipo        | Encuentros | Encuentros | Encuentros | Encuentros | Tantos | Tantos | Tantos | PB | PB | Puntos |
| Pos. | Equipo        | PJ         | PG         | PE         | PP         | F      | C      | Dif    | BO | BD | Puntos |
| ---- | ------------- | ---------- | ---------- | ---------- | ---------- | ------ | ------ | ------ | -- | -- | ------ |
| 1.º  | Bay of Plenty | 10         | 8          | 0          | 2          | 341    | 160    | +181   | 7  | 2  | 41     |
| 2.º  | Hawke´s Bay   | 10         | 7          | 1          | 2          | 307    | 261    | +46    | 9  | 0  | 39     |
| 3.º  | Otago         | 10         | 5          | 0          | 5          | 266    | 327    | –61    | 5  | 0  | 25     |
| 4.º  | Manawatu      | 10         | 4          | 0          | 6          | 199    | 317    | –118   | 4  | 1  | 21     |
| 5.º  | Taranaki      | 10         | 4          | 0          | 6          | 227    | 260    | –33    | 2  | 0  | 18     |
| 6.º  | Northland     | 10         | 2          | 0          | 8          | 225    | 393    | –168   | 2  | 1  | 11     |
| 7.º  | Southland     | 10         | 1          | 0          | 9          | 161    | 372    | –211   | 2  | 1  | 7      |

|  | Semifinalista. |

### Semifinales
| 18 de octubre | Bay of Plenty | 64 - 3 | Manawatu | Estadio Internacional de Rotorua, Rotorua |  |

| 19 de octubre | Hawke´s Bay | 44 - 39 | Otago | McLean Park, Napier |  |

### Final
| 25 de octubre | Bay of Plenty | 12 - 7 | Hawke´s Bay | Estadio Internacional de Rotorua, Rotorua |  |

| Bandera de Nueva Zelanda           |
| Ganador Championship Bay of Plenty |
| Primer título                      |